# St Antony’s College

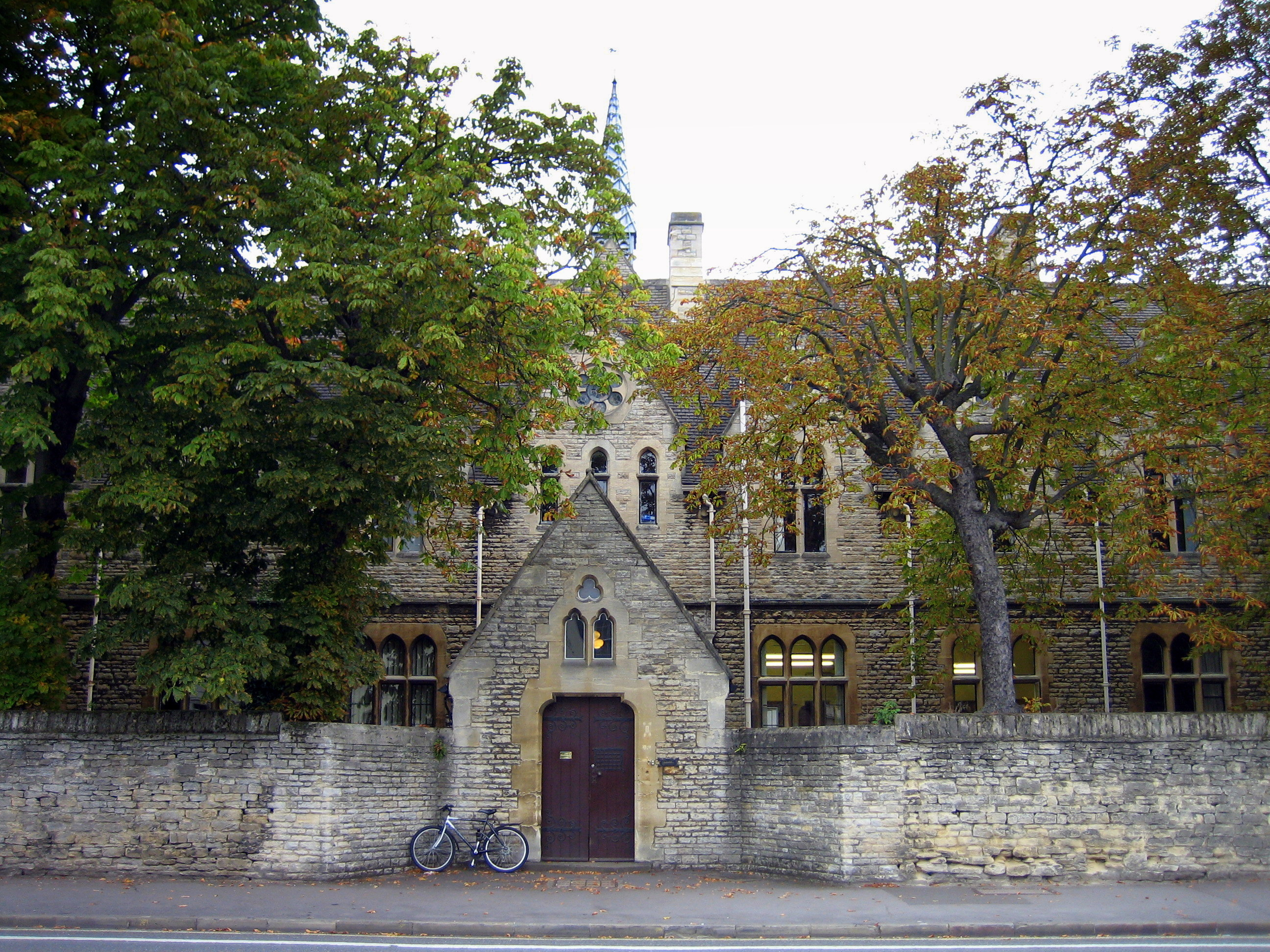
Das St Antony's College

St Antony’s College ist ein Graduate College der University of Oxford, gegründet 1950. Es spezialisiert sich auf die Gebiete Internationale Beziehungen, Wirtschaft und Geschichtswissenschaften, Europäische Studien, Ostasien und Orient. Es gilt gemeinhin als eines der internationalsten Colleges der Universität. Von 1987 bis 1997 war der deutsch-britische Soziologe Ralf Dahrendorf Rektor des Colleges.
St Antony’s College wird von rund 400 Studierenden aus über 67 Ländern besucht.

## Bedeutende Studierende
- Chimen Abramsky, britischer Judaist und Marxist
- Jigal Allon, israelischer Politiker der Arbeitspartei
- Anne Applebaum, US-amerikanische Historikerin
- Timothy Garton Ash, Historiker und Publizist
- Omer Bartov, israelischer Historiker
- Christopher Alan Bayly, britischer Historiker
- Schlomo Ben Ami, israelischer Historiker, Diplomat und Politiker
- Jaime Bermúdez, kolumbianischer Diplomat und Politiker
- Tej Bunnag, thailändischer Historiker, Diplomat und Außenminister
- Jorgo Chatzimarkakis, deutsch-griechischer Politiker
- Paul Collier, Ökonom
- Jean Dondelinger, luxemburgischer Politiker und Diplomat
- Richard J. Evans, britischer Historiker
- Sheila Fitzpatrick, US-amerikanische Historikerin
- Chrystia Freeland, kanadische Publizistin und Politikerin
- Thomas L. Friedman, Journalist und Kommentator der New York Times
- Alexei Gromyko, stellvertretender Direktor am Europainstitut der Russischen Akademie der Wissenschaften
- Paul Kennedy, britischer Historiker
- Timothy Laurence, Vizeadmiral der Royal Navy und Ehemann von Prinzessin Anne
- Wolfgang Leonhard, Historiker und Publizist, Kommunismus-Forscher
- Robert Service, Historiker, bekannt für seine Biografien über Wladimir Iljitsch Lenin und Josef Stalin
- Avi Shlaim, britisch-israelischer Historiker
- Álvaro Uribe Vélez, Präsident der Republik Kolumbien von 2002 bis 2010
- Roberto Vivarelli, Historiker